# Nyereg-hegyi-eresz
A Nyereg-hegyi-eresz a Tihanyi-félszigeten, a Balaton-felvidéki Nemzeti Park területén található egyik üreg.

## Leírás
A Nyereg-hegy tarajos gerincét alkotó, 60 m hosszú, 8–10 m magas gejziritsáv Ny-i felében, 221 m tengerszint feletti magasságban található. Az Apáti-templomromtól 1,5 km-re D-i irányban.
Jelentőségét elsősorban földtani képe és tájképi szépsége adja. A Ny felé néző, 22,6 m hosszú sziklaeresz bemélyedése változó, a legnagyobb a D-i részen, 3 m és átlagosan 1,5 m. Magassága szintén változó, a legmagasabb, D-i részen 3,6 m, de van, ahol csak 1,5 m. Az üreg térfogata kb. 65 m³. Az előtte vezető úttól 0,8–1 m-rel magasabb bazalttufa padon van az eresz talpszintje, melyet vékonyan a különböző kőzetekből származó mállástörmelék fed. E lépcsős felszínű, több helyen beöblösödő bazalttufaszint fölé hajlik az ereszt alkotó gejziritfal. Az eresz É-i részében 1–1,5 m magasságban több 1–2 m mély oldott üreg és változatos, csipkésre preparált oldalforma van.
Az eresz kőzethatáron képződött, így szemléletesen tár fel többféle bazalttufit réteget, valamint az erre települt gejziritváltozatokat. A Nyereg-hegyi-eresz minden kőzetrétegére kiterjedő általános dőlés 25–30°/105°. Alulról felfelé a következő kőzetszintek figyelhetők meg:
1. Az eresz padozatát rétegzett breccsás, mikrolapillikat tartalmazó homokos bazalttufit alkotja. 2. Az eresz áthajló falában alul 30–40 cm vastagságban sárgásszürke, iszapos hamutufit, apró kavicsokkal rétegezve. 3. Ezen 10–20 cm vastagságban mikrolapillis kalcitos-kovás kötőanyagú tufit. 4. Egy 1,5 m-es vastagságban finoman lemezes, hullámos rétegződésű, kevesebb kovát tartalmazó forrásmészkő. 5. Legfelül, 3–5 m vastagságban sejtes, odvas, meszet alig tartalmazó hidrokvarcit, sárgás és ibolyás-vöröses opál rögök.
A sziklaeresz deflációs úton való keletkezésének lehetőségét Cholnoky Jenő vetette fel 1940-ben, de Eszterhás István véleménye, hogy ez nem ilyen egyszerű, nem vezethető vissza csupán egy genetikus tényezőre. Az eresz kialakulásának problémáját ott kell kezdeni, hogy a Nyerges-hegy minden kőzetrétege dőlt helyzetű. E dőlés pedig nem autochton, eredetileg közel vízszintesen települtek a kőzetek, úgy a bazalttufitok, mint a gejziritek. Ezt legszemléletesebben az iszapos, aprókavicsos tufitréteg bizonyítja, amely ferdén semmiképp nem települhetett. A gejziritben, elsősorban a felső, kovásabb részekben hidrometriás oldódások alakultak ki. A kőzetek megdőlése valószínűleg a riss orogenetikus mozgások idejére tehető, amikor a Nyerges-hegy Ny-i részének leszakadása is elkezdődhetett. Az így feltárult üreges sziklafalat támadta aztán a szél, kipreparálva belőle a kevésbé ellenálló iszaptufitot és a meszes, lemezes forrásmészkövet. E deflációs tevékenységet támogatják még a kifagyásos, kimállásos folyamatok, melyek megint a középső rétegekben fejtik ki hatásukat legjobban.
1983-ban volt először Nyereg-hegyi-eresznek nevezve az üreg az irodalmában. Előfordul az üreg az irodalmában 6/1 és 6/2 barlangok (Eszterhás 1984), Apátgerinci kőfülke (Bertalan 1958), Apáti-gerinc kőfülkéje (Eszterhás 1984), Apáti-hegyi-kőfülke (Kordos 1984), Apátihegyi kőfülke (Bertalan 1976), Apáti-hegy kőfülkéje (Eszterhás 1984), Nagy-Nyereg kőfülkéje (Eszterhás 1987), Nagy-nyereg kőfülkéje (Eszterhás 1984), Nyereg-hegyi-kőfülke (Eszterhás 1984), Nyereg-hegyi-sziklaeresz (Eszterhás 1983) és Nyereghegyi sziklaeresz (Bertalan 1976) neveken is.

## Kutatástörténet

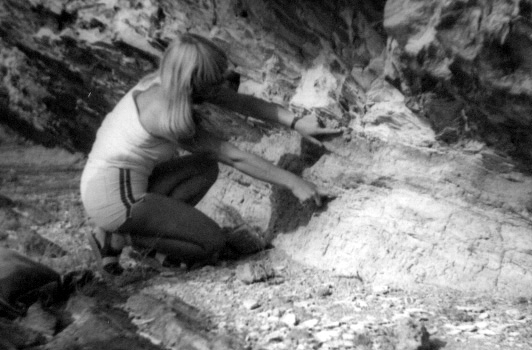
A Nyereg-hegyi-eresz kőzetrétegei, felül gejzirit, középen bazalttufa, alul pados bazalttufa

A minden bizonnyal igen régen ismert Nyereg-hegyi-ereszt először, 1931-ben Kaán Károly említette Eszterhás István szerint. Kaán Károly művét átnézve azonban nem található benne az üreg említése. Hoffer András 1934-ben rövid, lényegre törő leírást írt az üregről. Cholnoky Jenő 1940-ben kiadott könyvében deflációs üregnek tartotta a Nyereg-hegyi-ereszt és ezt az elméletet többen is átvették (Bertalan Károly 1958, Zákonyi Ferenc 1958, Örvös János 1965, Bertalan Károly 1972, 1932–1974). Bertalan Károly közölte lényeges adatait. A leírás szerint a Tihanyi-félsziget Ny-i részén, az Apáti-gerinc Ny-i meredek lejtőjén, hidrokvarcit sziklafal lábánál van a deflációs kőfülke.
Halász Árpád 1967-ben két üreget különített el az ereszből és ezeket külön üregekként tárgyalta. Az 1976-ban befejezett, Magyarország barlangleltára című kéziratban az van írva, hogy Tihanyban, az Apáti-gerinc (Nyereg-hegy) meredek Ny-i lejtőjén, kb. 220 m tengerszint feletti magasságban, gejzirit sziklafal tövében van. Közvetlenül mellette vezet végig a turistaút leágazása. A bazalttufa és gejzirit határán keletkezett, deflációs kőfülke kb. 2 m hosszú, 20 m széles és 3 m mély. A kézirat üreget ismertető része 4 irodalmi mű alapján lett írva. Az útikönyvek közül is megemlékezik róla néhány, például az Uzsoki András által írt és 1980-ban megjelent útikalauz.
Eszterhás István 1983-ban, barlangtani szempontból kutatta az üreget. Az 1984-ben napvilágot látott, Magyarország barlangjai című könyv országos barlanglistájában szerepel az üreg Apáti-hegyi-kőfülke néven Nyereghegyi sziklaeresz névváltozattal. A listához kapcsolódóan látható a Déli-Bakony, a Balaton-felvidék és a Keszthelyi-hegység barlangjainak földrajzi elhelyezkedését bemutató 1:500 000-es méretarányú térképen az üreg földrajzi elhelyezkedése. Az 1984-ben kiadott, Lista a Bakony barlangjairól című összeállításban Nyereg-hegyi-eresz a 4463-as barlangkataszteri területen, a Tihanyi-félszigeten, Tihanyban lévő üreg neve, amelynek további nevei Nyereg-hegyi-sziklaeresz, Nyereg-hegyi-kőfülke, Apáti-gerinc kőfülkéje, Apáti-hegy kőfülkéje, Nagy-nyereg kőfülkéje, 6/1 és 6/2 barlangok. A posztvulkánikus üreg 22×3 m-es és 3 m magas. A Karszt és Barlang 1989. évi különszámában publikált, angol nyelvű tanulmányban (The caves of Hungary) közölve lett, hogy a defláció létre tud hozni sziklaereszszerű barlangokat. Ilyen barlang a Tihanyi-félszigeten fekvő Nyereg-hegyi-eresz. Az üreg bazalttufa és gejzirit határán alakult ki.
Az Eszterhás István által 1989-ben írt, Magyarország nemkarsztos barlangjainak listája című kéziratban az olvasható, hogy a Bakony hegységben, a 4463-as barlangkataszteri területen, Tihanyban lévő Nyereg-hegyi-eresz bazalttufitban és gejziritben alakult ki. A barlang 22×3 m alapterületű és 3,6 m magas. A listában meg van említve az a Magyarországon, nem karsztkőzetben kialakult, létrehozott 220 objektum (203 barlang és 17 mesterséges üreg), amelyek 1989. év végéig váltak ismertté. Magyarországon 40 barlang keletkezett gejziritben, 6 pedig bazalttufitban. Az összeállítás szerint Kordos László 1984-ben kiadott barlanglistájában fel van sorolva 119 olyan barlang is, amelyek nem karsztkőzetben jöttek létre.
Az Eszterhás István által 1993-ban írt, Magyarország nemkarsztos barlangjainak lajstroma című kéziratban meg van említve, hogy a Bakony hegységben, a 4463-as barlangkataszteri területen, Tihanyban helyezkedik el a Nyereg-hegyi-eresz. A bazalttufitban és gejziritben keletkezett barlang 22×3 m alapterületű és 3,6 m magas. Az összeállításban fel van sorolva az a Magyarországon, nem karsztkőzetben kialakult, létrehozott 520 objektum (478 barlang és 42 mesterséges üreg), amelyek 1993 végéig ismertté váltak. Magyarországon 40 barlang, illetve mesterségesen létrehozott, barlangnak nevezett üreg alakult ki, lett kialakítva gejziritben, 13 pedig bazalttufitban. A Bakony hegységben 123 barlang jött létre nem karsztkőzetben.
Az 1994-ben megjelent, Lychnis. Szemelvények a vulkáni kőzetekben keletkezett barlangok kutatásáról című kiadvány szerint a Magyarországon lévő olyan barlangok között, amelyek vulkanikus kőzetben jöttek létre, az 1994. nyári állapot alapján a 21. leghosszabb a Nyereg-hegyi-eresz (Tihany). A barlang bazalttufitban és gejziritben alakult ki, 22 m hosszú és 2 m magas. Magyarországon 489, a Bakony hegységben pedig 123 barlang található nem karsztkőzetben. Magyarországon 13 barlang alakult ki bazalttufitban, 40 pedig gejziritben. 1995 végén Magyarország 22. leghosszabb pszeudokarsztbarlangja volt a gejziritben és bazalttufában található, 22 m hosszú, 2 m magas Nyereg-hegyi-eresz (Tihany). A 2001. november 12-én készült, Magyarország nemkarsztos barlangjainak irodalomjegyzéke című kézirat barlangnévmutatójában szerepel a Nyereg-hegyi-eresz. A barlangnévmutatóban fel van sorolva 37 irodalmi mű, amelyek foglalkoznak az üreggel. A 440. tétel nem említi, a 439. tétel említi.

## További irodalom
- Bertalan Károly: Barlangok. In: Deák Margit szerk.: Magyarázó Magyarország 200.000-es földtani térképsorozatához – Veszprém L. 33-XII. A Magyar Állami Földtani Intézet kiadványa, Budapest, 1972. 21–22. old.
- Bertalan Károly: Bakonyi barlangok adatgyűjteménye. Kézirat. Veszprém, Budapest. 1932–1976. (A kézirat megtalálható az Országos Környezet- és Természetvédelmi Hivatal adattárában.)
- Cholnoky Jenő: Tihany. Budapest, 1940. 13. old.
- Eszterhás István: A Bakony barlanglajstroma. Kézirat, 1983. (A kézirat megtalálható a Bakonyi Természettudományi Múzeumban, Zirc.)
- Eszterhás István: A Tihanyi-félsziget barlangkatasztere. Kézirat, 1984. (A kézirat megtalálható a Magyar Karszt- és Barlangkutató Társulat Adattárában és a KvVM Barlang- és Földtani Osztályon.) (Néhány oldallal és fényképpel bővebb, mint az 1987-es nyomtatott változat. A kéziratot csak barlangonként szétdarabolva láttam.)
- Eszterhás István: A Bakony nemkarsztos barlangjainak genotipusai és kataszteri jegyzéke. Kézirat. Budapest, 1986. Szerződéses munka az Országos Környezet- és Természetvédelmi Hivatalnak.
- Eszterhás István: The Balaton Highlands. In Maucha László: Karst hydrological and speleological features. Field-trip guide D1 / of 10th International Congress of Speleology. Budapest, 1989. 22–29., 90–95. old.
- Eszterhás István: The caves on the Tés plateau and in the Bakony Mountains. Field-trip guide – E5 of 10th International Congress of Speleology. Budapest, 1989. 1–23. old.
- Eszterhás István: Vulkánszpeleológia. A Magyar Karszt- és Barlangkutató Társulat tanfolyami jegyzete. Budapest, 1994. 49 old.
- Halász Árpád: Jelentés a Tihanyi-félsziget barlangjainak tanulmányozásáról. Kézirat, 1967. (A kézirat megtalálható a Magyar Karszt- és Barlangkutató Társulat Adattárban.)
- Láng–Fodorné: A Tihanyi-félsziget földtani felépítése. In: Bialik István szerk.: Magyarázó a Balaton környéke 1:10.000 építésföldtani térképsorozatához – Tihany. A Magyar Állami Földtani Intézet kiadványa, Budapest, 1970. 15–36., 48–50., 91. old.
- Lukács Béla szerk.: Tihany. Ismerd meg hazádat! Budapest, 1953. 6., 10., 21., 23., 25., 34., 35., 36–37. old.
- Örvös János: A Balaton-felvidék. Útikalauz. Budapest, 1965. 102., 103., 105., 108. old.
- Szalay-Marzsó Lászlóné szerk.: A Dél-Dunántúl tájvédelmi körzeteinek látogatása. (Természeti környezetünk 3.) Budapest, 1980, 1981. 6–9. old.
- Uzsoki András: Balatonfüred, Tihany. Budapest, 1980. 76., 84., 85., 91., 94. old.
- Uzsoki András: Tihanyi túra. Tájak, korok, múzeumok kiskönyvtára 67. Budapest, 1981. 1., 2., 4., 6., 8., 13., 14. old.
- Zákonyi Ferenc – Lipták Gábor: Tihany és környéke. Budapest, 1958. 40. old.
- Zákonyi Ferenc: Tihany. Balatonfüred, 1963. 6., 11., 12., 20., 22., 31–34., 47., 50., 53., 55., 57. old.